# بابی پارکر (بازیکن فوتبال)
بابی پارکر (انگلیسی: Bobby Parker; ۲۷ مارس ۱۸۹۱ – ۱۹۵۰) بازیکن فوتبال اهل اسکاتلند بود.
از باشگاه‌هایی که در آن بازی کرده‌است می‌توان به باشگاه فوتبال اورتون و باشگاه فوتبال ناتینگهام فارست اشاره کرد.